# Phim điện ảnh

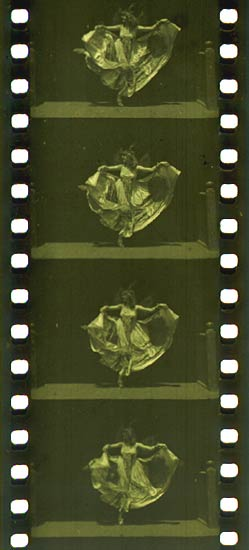
A film strip

Phim lẻ hay phim điện ảnh, là phim nhựa hay thường gọi là phim chiếu rạp trong ngành điện ảnh hay kỹ thuật số được làm để chiếu tại các rạp chiếu phim, nhằm phân biệt với các loại phim khác như video sử dụng băng hay đĩa và phim truyền hình thường có phí tổn thấp và đơn giản hơn. Thường phim điện ảnh là phim truyện, có một nội dung nhất quán và cốt truyện rõ ràng. Khác với phim tài liệu hay là phim chiếu nhiều kỳ như phim bộ. Làm phim điện ảnh bao giờ cũng cực hơn phim truyền hình.
Phim nhựa là loại phim được làm từ các vật liệu cơ bản như polyme, gelatin, bromide bạc. Nó có độ nhạy sáng và mịn hạt rất cao nên hiệu quả tạo hình và thẩm mỹ rất cao.
Kích thước phổ biến của phim nhựa là 8 mm, 16 mm, 35 mm và 70 mm. Ngày nay phim chiếu rạp chủ yếu sử dụng phim màu 35 mm.
Trước đây, các nhà làm phim bao giờ cũng mơ ước làm phim nhựa để thỏa mãn khao khát nghệ thuật của mình bởi ưu thế hơn hẳn của phim nhựa so với phim video hay phim truyền hình chính ở hiệu năng tạo hình và thẩm mỹ cao của hai kênh nghe – nhìn khi phim được chiếu trên màn ảnh lớn ở rạp.
Hiện nay, với sự phát triển của công nghệ, các nhà làm phim sử dụng máy quay kỹ thuật số đã có thể mô phỏng lại màu phim nhựa trong giai đoạn hậu xử lý. Điều này không những giúp giảm thiểu các chi phí khi quay bằng phim nhựa như bảo quản phim và rửa phim, mà còn giúp nhà làm phim đạt được phong cách và thẩm mỹ như mong muốn.